# Stephen Bray
Stephen Bray, né le 23 décembre 1956 à Détroit (Michigan, États-Unis), est un auteur-compositeur, batteur et producteur de musique américain.

## Collaboration avec Madonna
Il rencontre Madonna alors qu'elle suit des cours de danse à l'Université du Michigan. Après avoir reçu un appel de sa part quelques années plus tard, il part vivre à New York et rejoint le Breakfast Club, un groupe auquel Madonna appartenait. Tous deux forment le groupe Emmy and the Emmys ensemble.
Après avoir signé chez Gotham Management, la maison de disques de Camille Barbone, Madonna travaille sur de la musique aux sonorités rock alors qu'elle souhaite s'orienter vers la dance, ce qu'elle fait en parallèle avec Stephen Bray. En 1982, Madonna rejoint Sire Records et continue de travailler avec lui.
Ensemble, Stephen Bray et Madonna ont écrit, composé et produit certaines de ses chansons mythiques des années 1980, telles que Into the Groove, True Blue, Causing a Commotion et Express Yourself. Cependant, leur collaboration s'est arrêtée après l'album Like a Prayer de 1989.
Stephen Bray reste en possession de plusieurs chansons inédites de Madonna et en a inclus certaines dans son album Pre-Madonna de 1997, sorti sans l'autorisation de la chanteuse.